# Strażnica WOP Pilszcz

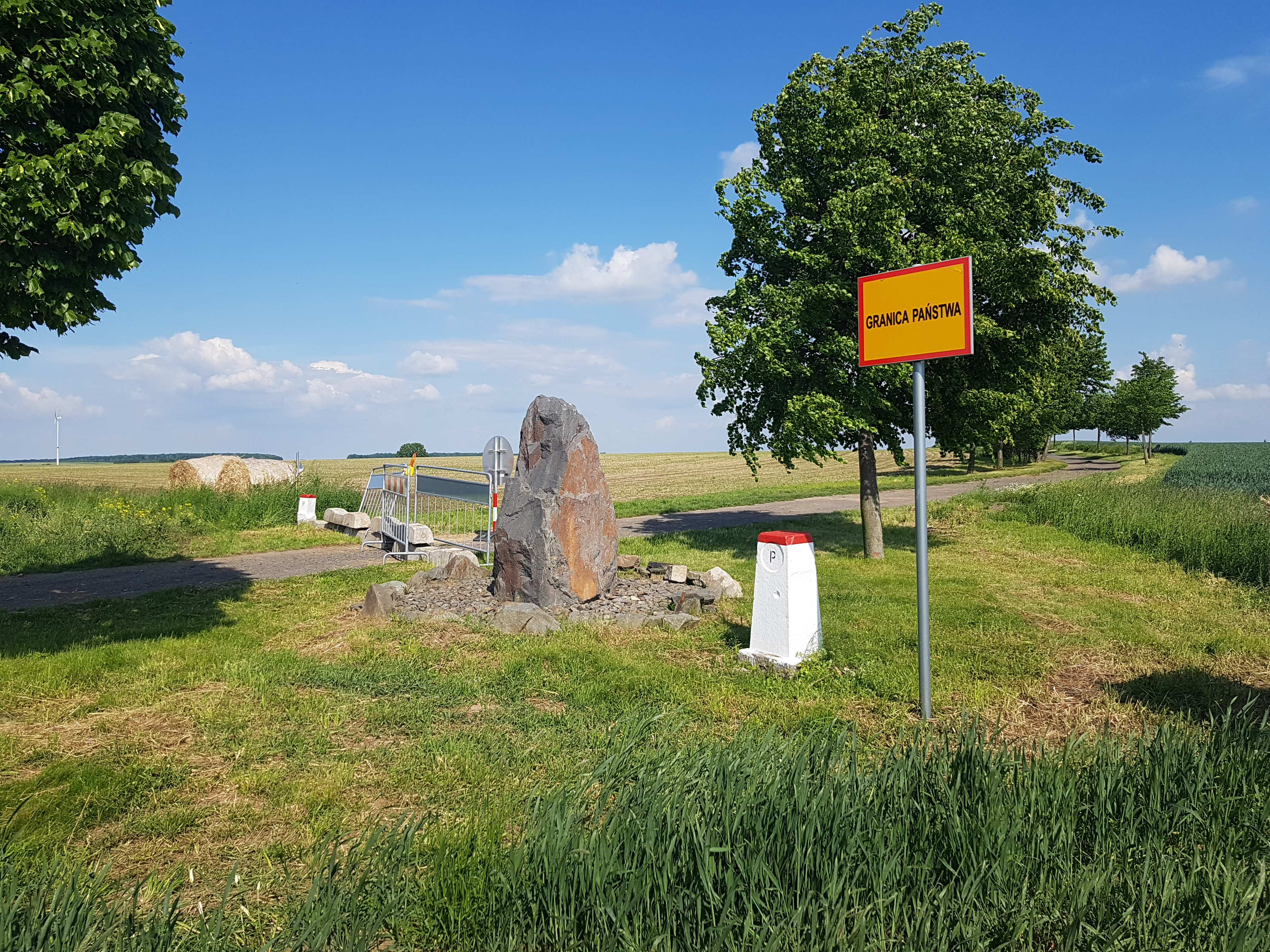
Granica polsko-czeska, byłe przejście graniczne Pilszcz-Oldřišov (pandemia COVID-19) (lipiec 2020)

Strażnica Wojsk Ochrony Pogranicza Pilszcz – zlikwidowany podstawowy pododdział Wojsk Ochrony Pogranicza pełniący służbę graniczną na granicy polsko-czechosłowackiej.

Strażnica Straży Granicznej w Pilszczu – zlikwidowana graniczna jednostka organizacyjna Straży Granicznej realizująca zadania bezpośrednio w ochronie granicy państwowej z Czechosłowacką Republiką Socjalistyczną/Republiką Czeską.

## Formowanie i zmiany organizacyjne
Strażnica została sformowana w 1945 w strukturze 46 komendy odcinka Racibórz jako 215 strażnica WOP (Pilszcz) o stanie 56 żołnierzy. Kierownictwo strażnicy stanowili: komendant strażnicy, zastępca komendanta do spraw polityczno-wychowawczych i zastępca do spraw zwiadu. Strażnica składała się z dwóch drużyn strzeleckich, drużyny fizylierów, drużyny łączności i gospodarczej. Etat przewidywał także instruktora do tresury psów służbowych oraz instruktora sanitarnego.

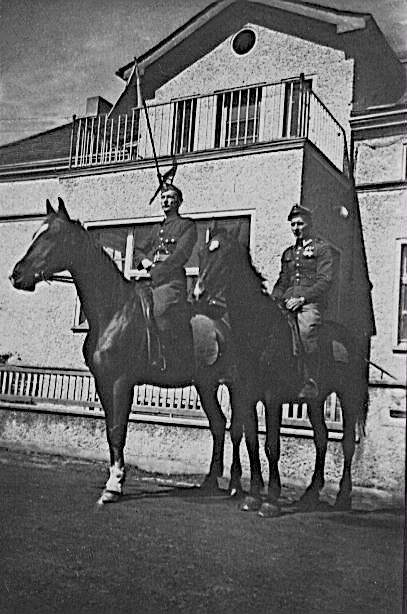
Żołnierze WOP na koniach (1946–1949)

W związku z reorganizacją oddziałów WOP, 24 kwietnia 1948 strażnica weszła struktury 69 batalionu Ochrony Pogranicza, a 1 stycznia 1951 44 batalionu WOP w Głubczycach.

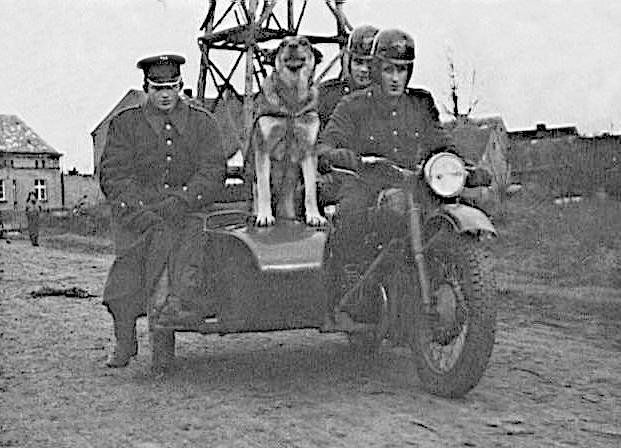
Żołnierze WOP i pies służbowy na motocyklu M-72 z koszem (lata 50. XX w.)

Od 15 marca 1954 wprowadzono nową numerację strażnic, a strażnica WOP Pilszcz otrzymała nr 223 w skali kraju.

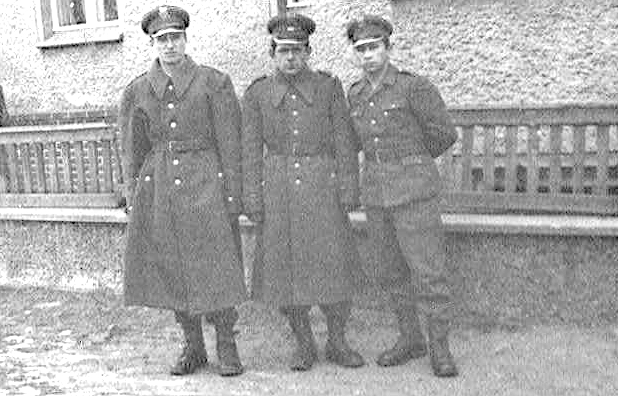
Żołnierze WOP (lata 50. XX w.)

W 1956 rozpoczęto numerowanie strażnic na poziomie brygady. Strażnica II kategorii Pliszcz była 13 w 4 Brygadzie Wojsk Ochrony Pogranicza.

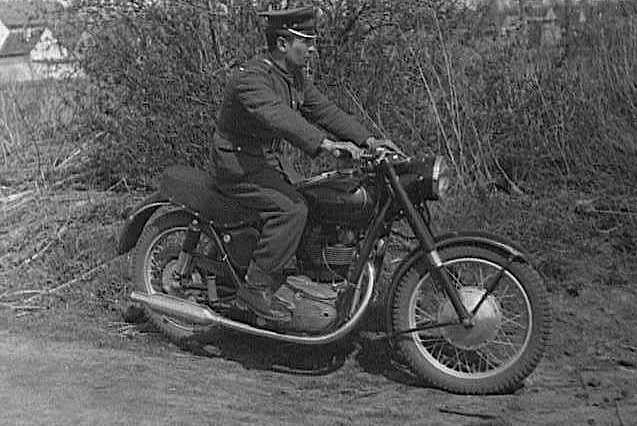
Żołnierz WOP na motocyklu Junak (lata 50. XX w.)

1 stycznia 1960 była jako 13 strażnica WOP IV kategorii Pilszcz.
4 lipca 1961 rozformowano 44 batalion WOP w Głubczycach i strażnica został włączona w struktury 43 batalionu WOP w Raciborzu.
1 stycznia 1964 była jako 14 strażnica WOP lądowa IV kategorii Pilszcz.

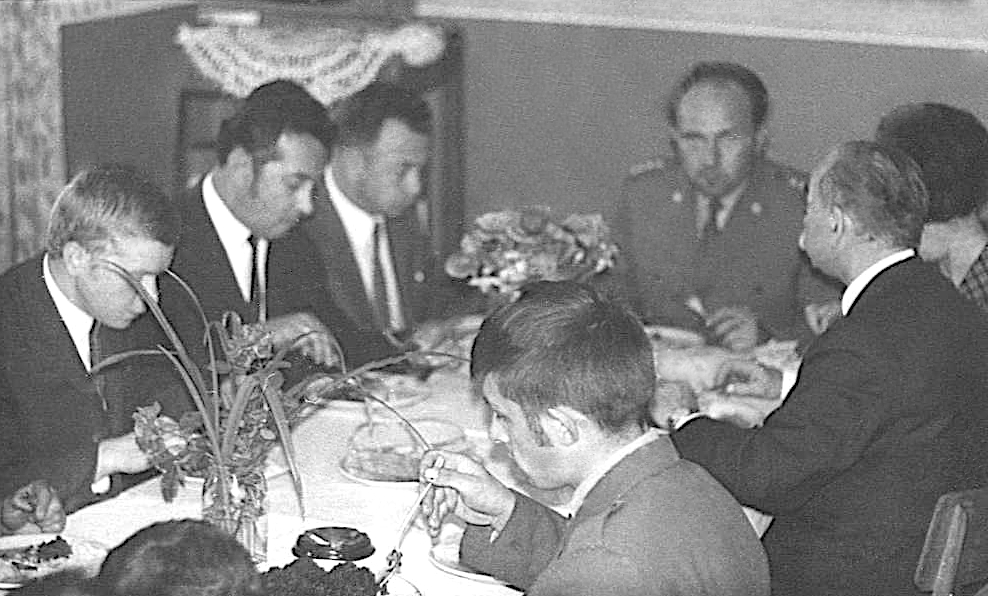
Wspólny obiad d-cy strażnicy z żołnierzami odchodzącymi do cywila (1. poł. lat 70. XX w.)

W 1976 w związku z przejściem na dwuszczeblowy system dowodzenia, strażnicę podporządkowano bezpośrednio pod sztab Górnośląskiej Brygady WOP w Gliwicach.
13 grudnia 1981 po wprowadzeniu stanu wojennego na terytorium kraju, dowódca GB WOP wewnętrznym rozkazem w miejscu stacjonowania poszczególnych batalionów, utworzył tzw. „wysunięte stanowiska dowodzenia” (zalążek przyszłych batalionów granicznych), którym podporządkował strażnice znajdujące się na odcinkach dawnych batalionów granicznych. Brygada wykonywała zadania ochrony granicy i bezpieczeństwa państwa wynikające z dekretu o wprowadzeniu stanu wojennego.
W drugiej połowie 1984 Strażnica WOP Pilszcz została włączona w struktury utworzonego batalionu granicznego WOP im. Bohaterów Powstań Śląskich w Raciborzu, jako Strażnica WOP Lądowa rozwinięta kat. I w Pilszczu.
Zarządzeniem Dowódcy Wojsk Ochrony Pogranicza nr 068/Org. z 12 marca 1990, 16 kwietnia 1990 rozformowano 43 batalion WOP w Raciborzu i strażnicę podporządkowano bezpośrednio pod sztab Górnośląskiej Brygady WOP w Gliwicach już jako Strażnica WOP Lądowa kadrowa kat. I w Pilszczu (na czas „P” kadrowa) Żołnierze służby zasadniczej WOP z ostatnich poborów nadal pełnili służbę w strażnicy. Tak funkcjonowała do 15 maja 1991.
Straż Graniczna:
Po rozwiązaniu Wojsk Ochrony Pogranicza, 16 maja 1991 strażnica została przejęta przez Śląski Oddział Straży Granicznej w Raciborzu (ŚlOSG) i przyjęła nazwę Strażnica Straży Granicznej w Pilszczu (Strażnica SG w Pilszczu).
Zgodnie z zarządzeniem Komendanta Głównego Straży Granicznej, w 1988 Strażnica SG w Pilszczu przejęła wraz z obsadą etatową odcinek granicy państwowej po zlikwidowanej strażnicy SG w Bliszczycach, która uległa zniszczeniu podczas powodzi tysiąclecia w 1997.
W wyniku rozpoczętej od 2000 reorganizacji struktur Straży Granicznej związanej z przygotowaniem Polski do wstąpienia, do Unii Europejskiej i przystąpieniem do Traktatu z Schengen, 23 sierpnia 2005 Strażnica SG w Pilszczu została rozwiązana. Ochraniany przez strażnicę odcinek granicy państwowej, przejęła Placówka Straży Granicznej w Kietrzu (Placówka SG w Kietrzu), a obiekt został przekazany gminie.

## Ochrona granicy
W październiku 1945 w ramach tworzących się Wojsk Ochrony Pogranicza na odcinku strażnicy został utworzony Przejściowy Punkt Kontrolny Pilszcz – kolejowy III kategorii (funkcjonował do 1948, a następnie został przeniesiony do Owsiszcz), którego załoga wykonywała kontrolę graniczną osób, towarów oraz środków transportu:
- Pilszcz-Opava (kolejowe).

Od 1947 załoga strażnicy wykonywała kontrolę graniczną i celną osób, towarów oraz środków transportu:
- Przejściowy Punkt Kontrolny MRG Pilszcz.

W 1960 13 strażnica WOP Pilszcz IV kategorii ochraniała odcinek granicy państwowej o długości 13771 m.
- Włącznie od znaku granicznego nr IV/61, wyłącznie do znaku gran. nr 75/4.

1 stycznia 1964 na ochranianym odcinku przez strażnicę funkcjonowały przejścia graniczne małego ruchu granicznego (mrg), w których kontrolę graniczną i celną osób, towarów oraz środków transportu wykonywała załoga strażnicy:
- Wiechowice-Vávrovice
- Dzierżkowice-Držkovice
- Pilszcz-Oldřišov.

W 1976 odcinek strażnicy został wydłużony po przejęciu odcinka po rozwiązanej strażnicy WOP Boboluszki.
W okresie maj 1989–15 maja 1991 Strażnica WOP Lądowa rozwinięta kat. I w Pilszczu, potem Strażnica WOP Lądowa kadrowa kat. I w Pilszczu, ochraniała odcinek granicy państwowej:
- Włącznie znak gran. nr IV/61, wyłącznie znak gran. nr IV/87.
- W okresie zimowym pas śnieżny sprawdzany był minimum: na głównym kierunku dwukrotnie, na pozostałym raz w ciągu doby.
- Współdziałała w zabezpieczeniu granicy państwowej z:
  - Strażnice WOP w: Kietrzu i Krasnym Polu
  - Grupa Operacyjno-Rozpoznawcza Zwiadu w Głubczycach
- W ochronie granicy dowódcy strażnicy ściśle współpracowali ze swoimi odpowiednikami tj. naczelnikami placówek OSH (Ochrana Statnich Hranic) CSRS:
  - Oldřišov
  - Vávrovice
  - Krnov.

Straż Graniczna:
W okresie 16 maja 1991–1992 Strażnica SG w Pilszczu ochraniała odcinek granicy państwowej:
- Włącznie od znaku gran. nr II/61, wyłącznie do znaku gran. nr II/87.

19 lutego 1996 na odcinku strażnicy zostało uruchomione przejście graniczne mrg, w którym kontrolę graniczną i celną osób, towarów oraz środków transportu wykonywała załoga strażnicy:
- Wiechowice-Vávrovice.

W 1998, odcinek strażnicy został wydłużony po przejęciu odcinka granicy państwowej po rozformowanej strażnicy SG w Bliszczycach wraz z podległymi przejściami granicznymi.
Lata 90. XX w., na odcinku strażnicy zostało uruchomione przejście graniczne mrg, w którym kontrolę graniczną i celną osób, towarów oraz środków transportu wykonywała załoga strażnicy:
- Pilszcz-Opava.

## Wydarzenia
- 1956 – koniec czerwca, początek lipca w okresie tzw. „wypadków poznańskich”, przy linii granicznej i w strefie działania, odnajdywano pakunki zawierające ulotki z tzw. „bibułą”, przytwierdzone do balonów leżących na ziemi[15]. W związku z masowością zjawiska, żołnierze otrzymali zezwolenie na użycie broni, celem zestrzelenia nisko przelatujących balonów (nawet jeśli znajdowały się na terytorium czechosłowackim, ale w zasięgu ognia – to samo czynili pogranicznicy czechosłowaccy)[16].
- 13 grudnia 1981–22 lipca 1983 – (stan wojenny w Polsce), normę służby granicznej dla żołnierzy podwyższono z 8 do 12 godzin na dobę. Ścisłą kontrolą objęto całą strefę nadgraniczną. W stan gotowości były postawione pododdziały odwodowe[17].

Straż Graniczna:
- 1993 – strażnica otrzymała na wyposażenie samochód osobowo-terenowy Land Rover Defender I 110 w zamian za UAZ 469 i motocykle Honda xl 125s w zamian za WSK 125.

## Strażnice sąsiednie
- 214 strażnica WOP Rozumowice ⇔ 216 strażnica WOP Boboluszki – 1946
- 214 strażnica OP Ściborzyce Wielkie ⇔ 216 strażnica OP Boboluszki – 1949
- 222 strażnica WOP Ściborzyce ⇔ 224 strażnica WOP Boboluszki – 15.03.1954
- 12 strażnica WOP Ściborzyce II kat. ⇔ 14 strażnica WOP Boboluszki III kat. – 1956
- 14 strażnica WOP Ściborzyce Wielkie IV kat. ⇔ 12 strażnica WOP Boboluszki IV kat. – 1.01.1960
- 15 strażnica WOP Ściborzyce Wielkie lądowa IV kat. ⇔ 13 strażnica WOP Boboluszki lądowa IV kat. – 1.01.1964
- Strażnica WOP Ściborzyce ⇔ Strażnica WOP Boboluszki – do 1976
- Strażnica WOP Ściborzyce ⇔ Strażnica WOP Bliszczyce – 1976–1984
- Strażnica WOP Lądowa rozwinięta w Ściborzycach Wielkich ⇔ Strażnica WOP Lądowa rozwinięta w Bliszczycach – 1984–1986
- Strażnica WOP Lądowa rozwinięta kat. II w Kietrzu ⇔ Strażnica WOP Lądowa rozwinięta w Bliszczycach – 1986–05.1989
- Strażnica WOP Lądowa rozwinięta kat. II w Kietrzu ⇔ Strażnica WOP Lądowa rozwinięta kat. I w Krasnym Polu – 05.1989–16.04.1990
- Strażnica WOP Lądowa kadrowa kat. II w Kietrzu ⇔ Strażnica WOP Lądowa kadrowa kat. I w Krasnym Polu – 17.04.1990–15.05.1991

Straż Graniczna:
- Strażnica SG w Kietrzu ⇔ Strażnica SG w Krasnym Polu – 16.05.1991–1992
- Strażnica SG w Kietrzu ⇔ Strażnica SG w Bliszczycach – 1992–1998
- Strażnica SG w Kietrzu ⇔ Strażnica SG w Krasnym Polu – 1999–1.01.2001
- Strażnica SG w Kietrzu ⇔ GPK SG w Pietrowicach – 2.01.2003–23.08.2005.

## Komendanci/dowódcy strażnicy
- kpt. Wacław Nowak
- kpt. Stanisław Bajek[18] (był we 09.1968)
- kpt. Gorczyński
- kpt. Marian Kowalski[18]

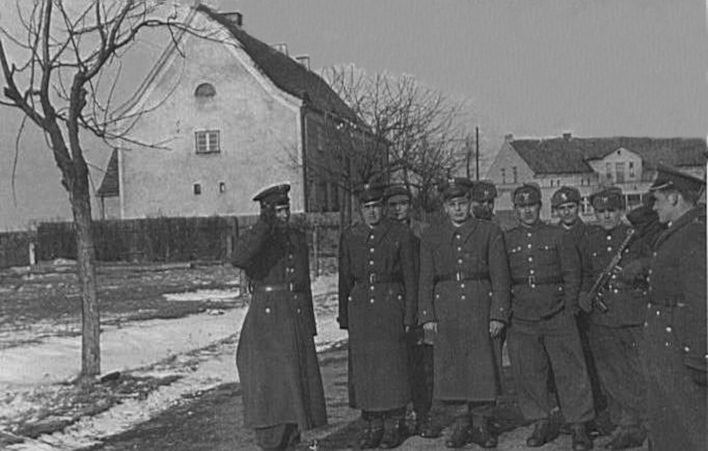
Żołnierz składa meldunek d-cy strażnicy (lata 50. XX w.)

- mjr Stanisław Wojtas (był w 1976[19]–1987)[g]
- ppor./por. Robert Szymański (1987–1.04.1991[20])

Komendanci strażnicy SG:
- por. SG/mjr SG Robert Szymański (2.04.1991–23.08.2005) – do rozformowania[h].